# 阿格里
阿格里（法語：Agris，法語發音：[aɡʁi]）是法国夏朗德省的一个市镇，属于昂古莱姆区

## 地理
阿格里（45°46'30"N, 0°20'6"E）面积18.74 平方千米，位于法国新阿基坦大区夏朗德省，该省份为法国西部内陆省份，北起德塞夫勒省和维埃纳省，东临上维埃纳省，东南至多尔多涅省，南至多爾多涅省，西接滨海夏朗德省。
与阿格里接壤的市镇（或旧市镇、城区）包括：布里、若德、莱潘、里维耶尔、拉罗谢特。

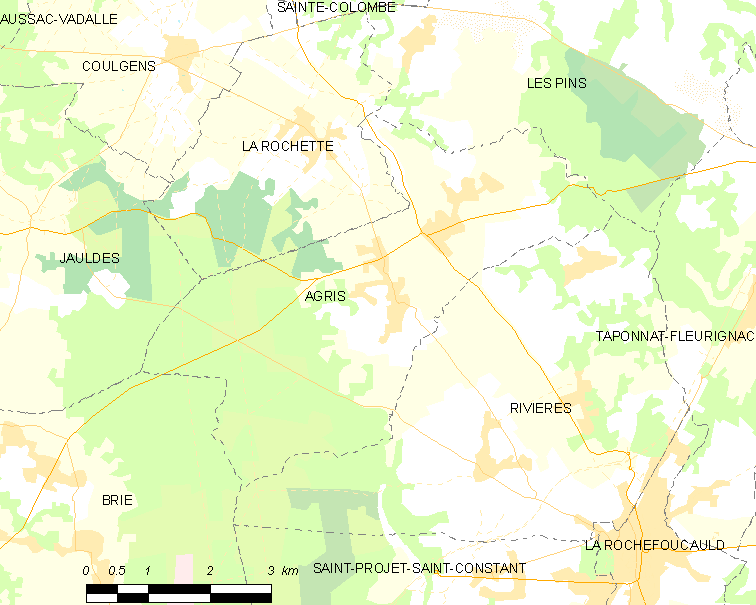
阿格里的OSM定位图

阿格里的时区为UTC+01:00、UTC+02:00（夏令时）。

## 行政
阿格里的邮政编码为16110，INSEE市镇编码为16003。

## 政治
阿格里所属的省级选区为塔杜瓦尔河谷县。

## 人口

1962-2008年间阿格里人口变化图示

阿格里于2022年1月1日时的人口数量为875人。